# De Slagen (wijk)
De Slagen is een woonwijk in 's-Hertogenbosch, in de Nederlandse provincie Noord-Brabant. De wijk ligt in het stadsdeel Noord. De straatnamen in de wijk hebben geen namen, maar zijn genummerd; van Eerste Slagen tot en met de Zevende Slagen. Deze straten liggen aan een centrale dreef, de Slagendreef. In de Hoge Slagen is bebouwing met appartementsgebouwen.
In het westen van de wijk liggen het Jeroen Bosch College en basisschool Het Palet.

## Aangrenzende wijken
| Aangrenzende wijken | Aangrenzende wijken        | Aangrenzende wijken | Aangrenzende wijken | Aangrenzende wijken |
| ------------------- | -------------------------- | ------------------- | ------------------- | ------------------- |
| De Sprookjesbuurt   |                            | De Rompert De Donk  |                     | De Haren            |
|                     |                            |                     |                     |                     |
| De Hambaken         | Bedrijventerrein De Herven |                     |                     |                     |
|                     |                            |                     |                     |                     |
|                     |                            | De Buitenpepers     |                     | De Herven           |